# Ayumi Sugiyama-Shinjo
Ayumi Sugiyama-Shinjo (杉山 あゆみ ()), née le 28 décembre 1982, est une chef pâtissière japonaise.
Avec le chef cuisinier Romain Mahi, elle obtient une étoile au Guide Michelin en 2019 pour son restaurant Accents Table Bourse à Paris dont elle est la pâtissière et la gérante. Cela en fait une des rares femmes chefs étoilée en France.

## Parcours
Ayumi Sugiyama-Shinjo grandit au Japon et commence à cuisiner enfant car ses parents sont très pris par leur travail. Vers l'âge de 5 ans, elle veut devenir pâtissière après avoir ressenti que la pâtisserie émerveillait les gens et pouvait les rendre heureux. Diplômée de l’École Tsuji à Tokyo au Japon, Ayumi Sugiyama-Shinjo débute à la Pâtisserie La Lausanne à Shizuoka au Japon. Confrontée à la difficulté de faire carrière en tant que femme au Japon, elle s'installe en 2003 à Paris où elle travaille d'abord dans la pâtisserie Sucré-Cacao dans le 20e arrondissement puis à la pâtisserie Premier. Elle rejoint ensuite le restaurant Stella Maris, où elle découvre la pâtisserie de restaurant. Après cela, elle devient chef pâtissière à la Truffière, puis Elle part pendant deux ans à Pau chez Papilles Insolites avant de revenir en 2011 à la Truffière où elle travaille pendant huit nouvelles années. Elle y côtoie le chef Jean-Christophe Rizet et Romain Mahi. L'établissement obtient une étoile au Guide Michelin pendant qu'elle y travaille.
En décembre 2016, Ayumi Sugiyama-Shinjo ouvre son restaurant Accents Table Bourse à Paris avec Jean-Christophe Rizet en chef de cuisine et Romain Mahi en second de cuisine. Après le départ de Jean-Christophe Rizet en août 2017, c'est Romain Mahi qui prend les commandes de la cuisine.
En janvier 2019, le Guide Michelin décerne une étoile au restaurant Accents Table Bourse.